# 婆薮提婆·甘婆
婆薮提婆·甘婆(约前75-约前66年)是甘婆王朝
开创者。婆薮提婆是婆罗门出身。他原先是巽伽王朝末代君主提婆菩提的大臣（Amatya）。
巴纳在其所著Harshacharita中称，在提婆菩提死后，婆薮提婆掌握了政权，他让一个女奴的女儿假扮成王后。他的儿子菩弥密多罗继承了王位。
婆薮提婆热衷于赞助艺术。